# Segunda División de Chile 1968
Segunda División de Chile 1968 var 1968 års säsong av den näst högsta nationella divisionen för fotboll i Chile, som vanns av Antofagasta Portuario som således gick upp i Primera División (den högsta divisionen). Iberia-Puente Alto flyttades ner till den lägre divisionen. Segunda División 1968 bestod av en grundserie med 14 lag där alla mötte varandra två gånger (en gång hemma och en gång borta), vilket gav totalt 26 matcher per lag. Efter dessa 26 matcherna delades lagen upp - de åtta främsta gick till mästerskapsserien, medan de sex sämsta gick till nedflyttningsserien. I båda serierna mötte lagen varandra inom serien två gånger (hemma och borta) vilket gav ytterligare 14 respektive 10 matcher. Därefter flyttades det främsta laget i mästerskapsserien upp och det sämsta i nedflyttningsserien ner.

## Första omgången
| Nr | Lag                    | S  | V  | O | F  | GM | IM | MS  | P  |
| -- | ---------------------- | -- | -- | - | -- | -- | -- | --- | -- |
| 1  | Lister Rossel          | 26 | 14 | 5 | 7  | 44 | 31 | +13 | 33 |
| 2  | Lota Schwager          | 26 | 13 | 5 | 8  | 59 | 38 | +21 | 31 |
| 3  | Ñublense               | 26 | 13 | 5 | 8  | 42 | 31 | +11 | 31 |
| 4  | Antofagsta Portuario   | 26 | 14 | 3 | 9  | 47 | 36 | +11 | 31 |
| 5  | UTE                    | 26 | 11 | 7 | 8  | 51 | 34 | +17 | 29 |
| 6  | Coquimbo Unido         | 26 | 11 | 7 | 8  | 39 | 31 | +8  | 29 |
| 7  | San Luis de Quillota   | 26 | 11 | 6 | 9  | 35 | 30 | +5  | 28 |
| 8  | Trasandino             | 26 | 9  | 8 | 9  | 39 | 40 | −1  | 26 |
| 9  | Ferrobádminton         | 26 | 10 | 6 | 10 | 34 | 35 | −1  | 26 |
| 10 | Municipial de Santiago | 26 | 10 | 5 | 11 | 39 | 39 | 0   | 25 |
| 11 | Naval                  | 26 | 9  | 7 | 10 | 37 | 40 | −3  | 25 |
| 12 | Colchagua              | 26 | 8  | 6 | 12 | 35 | 46 | −11 | 22 |
| 13 | San Antonio Unido      | 26 | 5  | 9 | 12 | 43 | 56 | −13 | 19 |
| 14 | Iberia                 | 26 | 3  | 3 | 20 | 24 | 81 | −57 | 9  |

## Andra omgången

### Mästerskapsserien
| Nr | Lag                   | S  | V  | O | F | GM | IM | MS  | P  |
| -- | --------------------- | -- | -- | - | - | -- | -- | --- | -- |
| 1  | Antofagasta Portuario | 14 | 11 | 2 | 1 | 28 | 12 | +16 | 24 |
| 2  | San Luis de Quillota  | 14 | 9  | 2 | 3 | 32 | 17 | +15 | 20 |
| 3  | Lota Schwager         | 14 | 5  | 4 | 5 | 16 | 20 | −4  | 14 |
| 4  | Lister Rossel         | 14 | 4  | 5 | 5 | 15 | 18 | −3  | 13 |
| 5  | UTE                   | 14 | 4  | 3 | 7 | 25 | 26 | −1  | 11 |
| 6  | Coquimbo Unido        | 14 | 4  | 3 | 7 | 24 | 29 | −5  | 11 |
| 7  | Ñublense              | 14 | 3  | 4 | 7 | 18 | 23 | −5  | 10 |
| 8  | Trasandino            | 14 | 3  | 3 | 8 | 10 | 23 | −13 | 9  |

### Nedflyttningsserien
| Nr | Lag                    | S  | V | O | F | GM | IM | MS  | P  |
| -- | ---------------------- | -- | - | - | - | -- | -- | --- | -- |
| 1  | Colchagua              | 10 | 5 | 5 | 0 | 22 | 15 | +7  | 15 |
| 2  | Naval                  | 10 | 6 | 2 | 2 | 23 | 14 | +9  | 14 |
| 3  | Municipial de Santiago | 10 | 5 | 2 | 3 | 23 | 15 | +8  | 12 |
| 4  | San Antonio Unido      | 10 | 3 | 3 | 4 | 11 | 16 | −5  | 9  |
| 5  | Ferrobádminton         | 10 | 3 | 0 | 7 | 24 | 28 | −4  | 6  |
| 6  | Iberia                 | 10 | 1 | 2 | 7 | 13 | 28 | −15 | 4  |